# Алексеев, Игорь Дмитриевич
Игорь Дмитриевич Алексеев (род. 1927) — советский учёный и инженер, специалист в области автоматических измерительных приборов и устройств, кандидат технических наук. Лауреат Государственной премии СССР (1974).

## Биография
Родился 29 сентября 1927 года в городе Москва.
С 1942 года в период Великой Отечественной войны, в возрасте пятнадцати лет, после окончания седьмого класса начал свою трудовую деятельность помощником техника в Центральном аэрогидродинамическом институте имени Н. Е. Жуковского. За участие в период войны на трудовом фронте был награждён Медалью «За доблестный труд в Великой Отечественной войне 1941—1945 гг.».
С 1947 по 1952 годы проходил обучение на вечернем отделении факультета  электровакуумного и специального приборостроения Московского энергетического института. С 1952 по 1956 годы работал в должности старшего лаборанта Института точной механики и вычислительной техники АН СССР, с 1953 года, И. Д. Алексеев в составе Специального конструктора бюро № 245 принимал участие в разработке системы управления зенитных комплексов.
С 1956 года прикомандирован к Министерству среднего машиностроения СССР и был направлен в закрытый город Челябинск-50 во Всероссийский научно-исследовательский институт технической физики. С 1956 по 1961 годы научный сотрудник  Вычислительного центра, с 1961 по 1964 годы — начальник отдела №92 (научно-конструкторский по внешним испытаниям) и одновременно с 1962 по 1967 годы заместитель начальника Научно-исследовательского отделения испытаний и эксплуатации ядерных боеприпасов, проведение лётных и наземных испытаний (НИО-9) по испытаниям, в качестве начальника отдела занимался тематикой связанной с вооружениями Ракетных войск стратегического назначения, Военно-Воздушных Сил и Противоракетной обороны. С 1967 по 1983 годы — заместитель начальника Научно-исследовательского отделения испытаний и эксплуатации ядерных боеприпасов, проведение лётных и наземных испытаний (НИО-9) по научно-исследовательским и опытно конструкторским работам. И. Д. Алексеев внёс весомый вклад в развитие и разработку методического обеспечения по испытаниям ядерных боеприпасов, был участником наиболее значимых испытаний комплексов вооружения.
С 1983 года переведён в центральный аппарат атомной отрасли, работал главным инженером испытательного отдела Пятого Главного управление (разработка и испытание ядерного оружия) Министерства среднего машиностроения СССР.
Жил в городе Снежинске, Челябинской области.

## Награды
Основной источник:
- Орден Трудового Красного Знамени (1984)
- Орден «Знак Почёта» (1967)
- Медаль «За доблестный труд в Великой Отечественной войне 1941—1945 гг.» (1946)

## Звания
- Государственная премия СССР (1974[4][1][5])

## Память
В 1982 году имя И. Д. Алексеева было занесено в книгу «Заслуженные ветераны города Снежинска, Челябинской области»